# Konoid

Gerades Kreis-Konoid: Leitkurve (rot) ist ein Kreis, die Achse (blau) steht senkrecht auf der Richtebene (gelb)

Gerades Kreiskonoid (beschränkt wie im ersten Bild): Umrisse in 3-Tafelprojektion

Ein Konoid (von griechisch κωνος Kegel und -ειδης ähnlich) ist in der Mathematik eine Regelfläche, deren Erzeugendenschar (Geraden) die beiden Zusatzbedingungen
- (1) Alle Erzeugenden der Fläche sind parallel zu einer Ebene, der Richtebene.
- (2) Alle Erzeugenden schneiden eine feste Gerade, die Achse.

erfüllt.
- Das Konoid heißt gerade, falls die Achse zur Richtebene senkrecht steht.

Wegen (1) ist jedes Konoid eine Catalansche Fläche und kann durch eine Parameterdarstellung
- {\displaystyle \mathbf {x} (u,v)=\mathbf {c} (u)+v\mathbf {r} (u)\ ,}

beschrieben werden. Jede Flächenkurve  {\displaystyle \mathbf {x} (u_{0},v)} mit festem Parameter {\displaystyle u=u_{0}} ist eine Erzeugende, {\displaystyle \mathbf {c} (u)} beschreibt die Leitkurve und die Vektoren {\displaystyle \mathbf {r} (u)} sind alle parallel zur Richtebene. Die Planarität der Vektoren {\displaystyle \mathbf {r} (u)} lässt sich bei hinreichender Differenzierbarkeit durch
{\displaystyle \det(\mathbf {r} ,\mathbf {\dot {r}} ,\mathbf {\ddot {r}} )=0}
ausdrücken.
- Ist die Leitkurve ein Kreis, so heißt das Konoid Kreiskonoid.

Bemerkung:
1. Ein Konoid ist (wie eine Gerade) unbeschränkt. Eine grafische Darstellung kann also immer nur einen endlichen Teil der Fläche zeigen.
2. Der Begriff Konoid wurde bereits von Archimedes in seinem Traktat Über Konoide und Sphäroide geprägt.

## Beispiele

### Gerades Kreiskonoid
Die Parameterdarstellung
{\displaystyle \mathbf {x} (u,v)=(\cos u,\sin u,0)+v(0,-\sin u,z_{0})\ ,\ 0\leq u<2\pi ,v\in \mathbb {R} }
beschreibt ein gerades Kreiskonoid mit dem Einheitskreis in der x-y-Ebene als Leitkurve und einer zur y-z-Ebene parallelen Richtebene. Die Achse ist die Gerade {\displaystyle (x,0,z_{0})\ x\in \mathbb {R} \ .}
Besonderheiten: 1) Jeder horizontale Schnitt ist eine Ellipse, 2) Die Umrisse der im Bild gezeigten Teilfläche bzgl. der Hauptrichtungen sind ein Rechteck, ein Kreis und ein Dreieck (s. 2. Bild), 3) {\displaystyle (1-x^{2})(z-z_{0})^{2}-y^{2}z_{0}^{2}=0} ist eine implizite Darstellung, das heißt, das gerade Kreiskonoid ist eine Fläche 4. Grades. 4) Die Keplersche Fassregel liefert bei einem geraden Kreiskonoid mit Grundkreisradius {\displaystyle r} und Höhe {\displaystyle h} das exakte Volumen: {\displaystyle V={\tfrac {\pi }{2}}r^{2}h}.
Die implizite Darstellung wird von der ganzen Gerade {\displaystyle (x,0,z_{0})} erfüllt. In den Punkten dieser Gerade existieren keine Tangentialebenen. Man nennt solche Punkte singulär.

### Hyperbolisches Paraboloid

Hyperbolisches Paraboloid als Konoid
rot: Leitkurve, blau:Achse, Richtebene ist parallel zur y-z-Ebene

Die Parameterdarstellung
{\displaystyle \mathbf {x} (u,v)=(u,-1,-u)+v(0,1,u)}
{\displaystyle =(u,v-1,u(v-1)),\ u,v\in \mathbb {R} \ ,}
beschreibt das hyperbolische Paraboloid mit der Gleichung {\displaystyle z=xy\ .} Es ist eine Fläche 2. Grades (Quadrik).
Die Leitkurve dieses Konoids ist die Gerade {\displaystyle (0,-1,0)+u(1,0,-1)} (im Bild rot), die Richtebene ist parallel zur y-z-Ebene. Wählt man die x-Achse als Achse, ist das Konoid gerade. Da bei diesem  Beispiel durch jeden Punkt {\displaystyle \mathbf {x} (u_{0},v_{0})} der Fläche außer der Erzeugenden {\displaystyle \mathbf {x} (u_{0},v)} auch die weitere Gerade  {\displaystyle \mathbf {x} (u,v_{0})} verläuft, kann man auch eine dieser weiteren Geraden als Achse wählen. Allerdings ist nur die zuerst genannte Achse senkrecht zur Richtebene. In diesem Fall könnte man die x-Achse sowohl als Leitkurve als auch als Achse wählen.
Das hyperbolische Paraboloid besitzt keine singulären Punkte.

### Plücker-Konoid
Die Parameterdarstellung
{\displaystyle \mathbf {x} (u,v)=\left(0,0,c\sin u\cos u)+v(\cos u,\sin u,0\right)}
{\displaystyle =\left(v\cos u,v\sin u,c\sin u\cos u\right)\ ,0\leq u<\pi \ ,\ v\in \mathbb {R} \ ,c>0\ ,}

Plücker Konoid
rot: Leitkurve, blau: Achse,
die Richtebene ist parallel zur x-y-Ebene

stellt ein Plücker-Konoid mit der Gleichung
{\displaystyle (x^{2}+y^{2})z=c\;xy} dar.
Die Leitkurve ist eine zweifach durchlaufene Strecke auf der z-Achse, die Achse des Konoids ist die z-Achse und die Richtebene ist parallel zur x-y-Ebene. Da die Achse senkrecht auf der Richtebene steht, ist das Konoid gerade.
Die implizite Darstellung wird von der ganzen z-Achse erfüllt. Die Punkte der z-Achse sind singulär (es existieren keine Tangentialebenen).

### Whitney Umbrella
Die Parameterdarstellung
{\displaystyle \mathbf {x} (u,v)=\left(0,0,u^{2}\right)+v\left(u,1,0\right)}
{\displaystyle =\left(uv,v,u^{2}\right)\ ,u,v\in \mathbb {R} \ ,}

Whitney Umbrella

stellt einen Whitney Umbrella mit der Gleichung {\displaystyle x^{2}=y^{2}z} dar. Die Fläche ist ein Konoid mit der zweifach durchlaufenen positiven z-Achse als  Leitkurve, der z-Achse als Achse und einer zur x-y-Ebene parallelen Richtebene. Da die Achse senkrecht auf der Richtebene steht, ist auch dieses Konoid gerade.
Die implizite Darstellung wird auch von der negativen z-Achse, dem Griff des Schirms, erfüllt. Die Punkte der z-Achse sind singulär (es existieren keine Tangentialebenen).

### Parabolisches Konoid
Die Parameterdarstellung
{\displaystyle \mathbf {x} (u,v)=\left(1,u,-u^{2}\right)+v\left(-1,0,u^{2}\right)}
{\displaystyle =\left(1-v,u,-(1-v)u^{2}\right)\ ,u,v\in \mathbb {R} \ ,}

Parabolisches Konoid: Leitkurve ist eine Parabel

stellt ein parabolisches Konoid mit der Gleichung {\displaystyle z=-xy^{2}} dar. Das Konoid hat eine Parabel als Leitkurve, die y-Achse als Achse und eine zur x-z-Ebene parallele Richtebene. Da die Achse senkrecht auf der Richtebene steht, ist das Konoid gerade. Es wird in der Architektur als Dachfläche benutzt (s. Anwendungen).
Das parabolische Konoid besitzt keine singulären Punkte.

### Wendelfläche
Auch die Wendelfläche ist ein gerades Konoid. Sie besitzt keine Singularitäten.

## Anwendungen

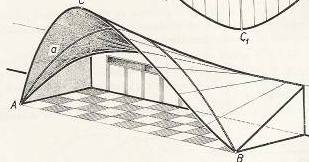
Konoid in der Architektur

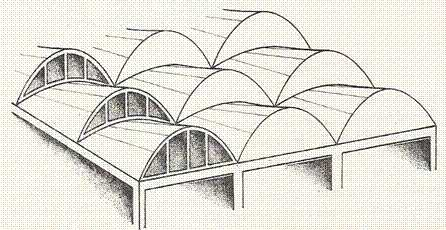
Konoide in der Architektur

### In der Mathematik
Unter den Konoiden gibt es zahlreiche einfache Beispiele von Flächen mit Singularitäten.

### In der Architektur
Konoide finden, wie andere Regelflächen auch, in der Architektur Verwendung, da sie sich leicht aus Strecken (Balken, Stäbe) modellieren lassen. Gerade Konoide können besonders leicht hergestellt werden: Man fädelt Stäbe so auf eine Achse auf, dass sie sich nur um diese Achse drehen können. Anschließend lenkt man die Stäbe mit Hilfe einer beliebigen Leitkurve aus und erzeugt damit ein gerades Konoid. (Siehe parabolisches Konoid.)